# Histoire de Damas
Cette page relate l'histoire de Damas, capitale de l'actuelle Syrie.
Damas est située sur un plateau à 80 km de la mer Méditerranée. L'agglomération antique, protégée par une chaîne montagneuse à l'ouest, s'est développée autour d'une source d'eau importante, le Barada, qui alimente une oasis dans la partie orientale, la Ghouta, avant de se perdre dans la plaine désertique. La localisation de la ville est importante par la convergence de plusieurs grandes routes reliant les principales régions du Proche-Orient.

## Préhistoire
L'histoire ancienne de Damas nous est attestée par les fouilles entreprises à Tell Ramad (en), à la périphérie de la ville, qui ont démontré que la vieille ville était habitée dès 8000 à 10000 av. J.-C., ce qui permet de la considérer parmi les plus anciennes villes continuellement habitées dans le monde. Toutefois, Damas ne semble pas avoir eu de l'importance jusqu'à l’avènement des Araméens, nomades sémitiques arrivés de Mésopotamie.

## Proto-histoire

### Égyptiens et Hittites
Damas faisait partie de la province d'Amourrou dans l'empire des Hyksos, entre 1720 et 1570 av. J.-C. La mention la plus ancienne dans les archives égyptiennes remonte à -1350 sur les tablettes d'Amarna, où la ville (appelée Dimašqa) était dirigée par le roi Biryawaza (en). La région de Damas, comme le reste de la Syrie, était l'enjeu des affrontements entre les Hittites au nord et les Égyptiens au sud, qui se terminent par un traité de paix dans lequel Hattusili III concède à Ramsès II le contrôle de la région de Damas en 1259 av. J.-C. L'arrivée des peuples de la mer, autour de -1200 marquait la fin de l'âge du bronze dans cette région et apporta de nouveaux développements dans les techniques de la guerre. Ces événements ont contribué à faire émerger Damas comme un nouveau centre d'intérêt dans une période de transition entre l'âge du bronze et l'âge du fer.
Damas est mentionnée dans la Bible, dans le livre de la Genèse (14;15), relatant l'histoire de la guerre des Rois à l'époque du patriarche Abraham.

### Araméens v. 1100 à 732av. J.-C.
Au début du Ier millénaire, plusieurs petits royaumes araméens apparaissent, ces peuples abandonnant progressivement leur mode de vie nomade et s'organisant en fédération d'états tribaux. Un de ces royaumes était Aram-Damas, centré sur Damas. Les Araméens ont adopté le nom de Dammaśq pour leur nouvelle capitale. Remarquant le potentiel agricole de cette région peu habitée, ils ont développé un système de distribution d'eau en construisant des canaux et des tunnels, ce qui a optimisé le rendement de la rivière Barada. Le même réseau a été amélioré par les Romains et plus tard par les Omeyyades, et constitue encore de nos jours la base du système de distribution d'eau de la vieille ville. Damas faisait initialement partie d'une fédération de tribus, connue sous le nom d'Aram-Zobah (en), et basée dans la vallée de la Beqaa.
La ville ne domine le Sud de la Syrie qu'à l'avènement d'Ezron, un prince, ayant été écarté du trône d'Aram-Zobah (en), se serait replié sur Damas, qu'il a conquis en -965. Ezron, parvenant à prendre le contrôle de la ville, fonde le royaume d'Aram-Damas. Avec son expansion vers le sud, ce nouvel État empêche l'expansion du Royaume d'Israël au nord, et les deux royaumes se retrouvent vite en conflit, luttant pour dominer les voies commerciales vers l'Est.
Sous le règne du petit-fils d'Ezron, Ben Hadad Ier (880 - 841 av. J.-C.), et son successeur Hazaël, Damas annexe Bachân (actuelle région de Hauran), et reprend les hostilités contre Israël. Ce conflit perdura jusqu'au début du VIIIe siècle av. J.-C., quand Ben Hadad II fut capturé par Israël après l’échec du siège de Samarie. Il fut alors contraint d'accorder à Israël des droits commerciaux à Damas.
Un rapprochement ou une alliance entre les royaumes d'Aram-Damas et d’Israël a dû se réaliser pour faire face à un ennemi commun, l'empire néo-assyrien qui cherchait à s'étendre vers l'ouest jusqu'à la Méditerranée.
En -853, le roi Hadadezer a mené une coalition levantine, y incluant les forces d'Aram-Hamath à des troupes de soldats envoyés par le roi Achab d’Israël.
Lors de la bataille de Qarqar contre l'armée assyrienne. Aram-Damas en est sorti victorieux, repoussant pour un temps l'emprise des Assyriens sur la Syrie. Entretemps, Hadadezer fut assassiné par Hazaël qui lui succéda, ce qui entraîna la fin de l'alliance levantine. Hazaël tenta d'envahir Israël, mais a été interrompu par une nouvelle invasion assyrienne. Hazaël replia son armée à l'intérieur de l'enceinte fortifiée de Damas, pendant que les Assyriens prenaient possession des autres territoires du royaume araméen. Incapables de pénétrer dans la ville, ils ont affermi leur domination sur les vallées de Hauran et de la Bekaa.
Vers le milieu du VIIIe siècle av. J.-C., Damas était pratiquement contrôlée par les Assyriens et rentra dans une période de décadence. Cependant, la ville est restée un centre économique important du Proche-Orient, elle a aussi maintenu l'influence de la culture araméenne. Le dernier roi araméen de Damas a été exécuté en -732, faisant entrer la ville sous domination de l'empire assyrien pour longtemps. Cependant, la population s'était révoltée en -727, mais la rébellion a été réprimée par les forces assyriennes.
Après avoir lancé des campagnes militaires à travers l'ancien territoire araméen, l'Assyrie parvint à maintenir l'ordre à Damas. Cette stabilité fut mise à profit pour développer le commerce des épices et de l'encens en provenance d'Arabie. L'empire d'Assyrie commença à décliner en 609-605 av. J.-C., et la Syrie était convoitée par le pharaon d'Égypte Nékao II. En -572, toute la Syrie tomba dans l'escarcelle des néo-Babyloniens de Nabuchodonosor, mais le statut de Damas en ce temps-là est peu connu.

### Les Achéménides 538 à 333av. J.-C.
Deux siècles de domination perse et l’éclipse partielle de Damas jusqu'à la conquête d'Alexandre de Macédoine.

## Antiquité: période gréco-romaine

### Damas hellénistique 333 à 63av. J.-C.
Damas est conquise par Alexandre le Grand. Après la disparition d'Alexandre en -323, Damas devient l'objet d'une lutte entre les empires séleucide et lagide. Le contrôle de la ville passe fréquemment d'un empire à l'autre. Seleucus Ier Nicator fait d'Antioche sa capitale, ce qui se traduit par la perte de l'importance de Damas au profit des nouvelles villes grecques comme Laodicée sur la côte nord. Au début du Ier siècle av. J.-C., Demetrius III Philopator réorganise la ville suivant un plan en damier typique des villes hellénistiques.
Après la défaite de l'expédition qu'Antiochos XII Dionysos lance contre Arétas III, roi d'Arabie Pétrée (Pétra), en -84 et la mort de ce roi séleucide dans l'affrontement qui a eu lieu au sud de la mer Morte, « les gens de Damas en profitent pour mander Arétas, et l'installent sur le trône de Cœlé-Syrie, par haine de Ptolémée fils de Mennaeus. » La Syrie était alors en proie à une véritable anarchie. Les Séleucides y avaient, par leurs éternelles luttes de familles, perdu toute autorité. C'est dans ce contexte que « les habitants de Damas, pour trouver un protecteur au milieu de cette anarchie, se donnèrent au chef des Nabatéens, Arétas (Al-Harith)». Profitant de cette anarchie et suivant son exemple, d'autres chefs arabes s'emparent alors de plusieurs régions de Syrie. « Des émirs surgis du désert se taillaient des principautés dans les villes de l'intérieur, tandis que les villes plus sérieusement hellénisées comme Antioche et Séleucie se constituaient en ville libres. » Arétas III règne sur Damas jusqu'en 72 av. J.-C., donnant au royaume nabatéen son extension historique maximale au Nord.

### Damas romaine
En 64 av. J.-C., le général Pompée annexe la partie occidentale de la Syrie à l'Empire romain. Les Romains occupent Damas et l’intègrent plus tard à la ligue des dix villes connue sous le nom de Décapole, elles-mêmes étant incorporées à la province de Syrie et bénéficiant d'un régime d'autonomie.
La ville de Damas est entièrement réaménagée par les Romains après la conquête de la région par Pompée. Encore aujourd'hui, la vieille ville de Damas conserve la forme rectangulaire des villes romaines, structurée autour de deux axes principaux : le Decumanus Maximus (d'Est en Ouest, connu aujourd'hui comme la Via recta ou Voie droite), et le Cardo (du Nord au Sud), le Decumanus étant deux fois plus long. Les Romains ont construit une porte monumentale qui survit encore à l'extrémité orientale du Decumanus Maximus. La porte comportait initialement trois arches, la voie centrale pour les véhicules et les arches latérales pour les piétons.
Selon Flavius Josèphe, Zénodore le roi d'Iturée ne se contente pas des territoires qu'il contrôle, mais il est complice des brigands qui se livrent à des actes de razzias et de pillages dans la région de Trachonitide, au sud-est de Damas allant même jusqu'à faire des incursions dans la ville. Ses habitants s'en plaignent auprès du légat de Syrie pour qu'il leur vienne en aide. Bien qu'il proteste vigoureusement de son innocence, l'empereur Auguste décide (vers 23 av. J.-C.) de donner la Trachonitide à Hérode le Grand (roi de Judée de 41 à 4 av. J.-C.) avec la tâche de rétablir l'ordre dans la région.
Les historiens considèrent en général que Damas a été confié au roi nabatéen Arétas IV Philopatris à partir d'une date inconnue située au plus tôt en 34. Toutefois, les seules preuves de ce fait sont une mention dans une lettre de l'apôtre Paul de Tarse adressée aux Corinthiens qui figure dans le Nouveau Testament, le fait que les monnaies romaines se raréfient jusqu'à disparaître à partir de 34, qu'on n'y trouve pas de monnaie de Caligula et de Claude et que les monnaies romaines ne réapparaissent qu'au cours du règne de Néron. Dans ces conditions, Rainer Riesner ou Martin Hengel estiment que cette administration nabatéenne sur la ville est très peu probable,. Certains historiens, émettent l'hypothèse que Damas aurait pu être confié à Arétas IV en échange de son retrait de la tétrarchie de Philippe qu'il a envahi à l'automne 36, taillant en pièce l'armée d'Hérode Antipas dans le secteur de Gamala.
Damas est devenue une métropole au IIe siècle et en 222 son statut passe à celui de colonia sous l'empereur Septime Sévère. Avec la Pax Romana, Damas et la province romaine de Syrie connaissent une grande prospérité. L'importance de Damas comme ville commerciale augmente avec la convergence des routes caravanières de l'Arabie, de Pétra, de Palmyre, et la route de la soie en provenance de Chine passent toutes par la ville.
Il reste peu de traces des constructions romaines, mais le plan urbain élaboré à l'époque a un impact durable sur la vieille ville de Damas. Les architectes romains ont réussi à fusionner les tracés araméens et grecs et arranger le tout sous une nouvelle disposition s'étendant sur une superficie d'environ 1 500 m de long et 750 m de large, limitée par les murs de la ville. Les murailles de la vieille ville comptent sept portes, dont les plus anciennes remontent à l'époque romaine, mais seule la porte orientale (Bab Charki) reste un édifice romain encore visible. La Damas romaine repose encore à des profondeurs pouvant aller jusqu'à 5 m en dessous de la ville moderne.
L'ancien quartier de Bab Touma se développe à la fin de l'ère romaine par la communauté grecque orthodoxe. Selon les Actes des Apôtres, saint Paul et saint Thomas ont tous deux vécu dans ce secteur. Les historiens de l'Église catholique considèrent aussi Bab Touma comme le lieu de naissance de plusieurs papes, dont Jean V et Grégoire III.

### Période byzantine
À partir de 395 et la division de l'Empire romain, la Syrie est devenue une province de l'Empire romain d'Orient. Damas à cette époque a conservé toute son importance économique et stratégique.
Afin de protéger leur frontière orientale contre les attaques des Perses, les Byzantins ont alors fortifié Damas qui est devenue un poste militaire avancé. Mais pour mieux résister aux incursions répétées des Perses, la défense des régions syriennes est confiée à la tribu arabe des Ghassanides.

## Ère islamique
Les Arabes prennent le dessus militairement à partir de 635-636, et grâce à l'islam, parviennent à imposer durablement la langue arabe et une culture arabo-musulmane jusqu'à nos jours, sans effacer pour autant les présences chrétiennes et juives de la ville.

### Conquête arabe de la Syrie romaine: 634-638
Damas est conquise par les armées musulmanes commandées par le général Khalid ibn al-Walid en août et septembre 635, après avoir échoué en avril 634. Les Byzantins, alarmés par la capture de la ville la plus prestigieuse du Levant, décident de la reconquérir. L'empereur byzantin Héraclius ordonne la mise sur pied d'une armée supérieure en nombre à celle des musulmans, et en mai 636 ses troupes s'avancent vers le sud de la Syrie, en conséquence Khalid ibn al-Walid se retire de Damas pour aller rejoindre les autres armées musulmanes et se préparer de nouveau à l'affrontement. Les deux forces se retrouvent au mois d'août près de la rivière Yarmouk dans une bataille décisive qui se solde par une victoire majeure des Arabo-musulmans, ce qui leur permet de reprendre Damas définitivement en décembre 636 après un long siège et la reddition négociée par les notables de la ville avec Amr Ibn al-As. Ce fut bientôt la fin de la Syrie romaine.

Mouvements des troupes arabes et byzantines avant la bataille de Yarmouk.

Pendant que les musulmans administrent la ville, la majeure partie de la population demeure chrétienne, composée d'orthodoxes orientaux et de monophysites. Cependant, une communauté croissante d'arabes musulmans arrive de la Mecque, de Médine et du désert de Syrie. L'émir désigné de la cité, devenue la capitale de la Syrie islamique, est Mu'awiya Ibn Abi Soufiane. Après l'assassinat du calife Ali en 661, Mu'awiya devint calife de l'empire musulman en expansion. La richesse et le prestige de son clan, les Omeyyades, donne le nom à la première dynastie musulmane. Étant donné l'importance des liens économiques traditionnels avec le Hedjaz, mais aussi avec les tribus arabes chrétiennes de la région, Mu'awiya établit Damas comme capitale.

### Capitale de l'empire Omeyyade 661 à 750
Le calife Abd al-Malik succède à Mu'awiya en 685, il introduit un système monétaire islamique qui s'alimente des revenus en provenance des différentes provinces de l'empire. L'arabe devient langue officielle de l'administration, donnant à la minorité musulmane un avantage par rapport aux chrétiens qui s'expriment en syriaque, c'est-à-dire en araméen de l'époque. Au moment où Damas est conquise par les musulmans, la majorité des Arabes sont encore en majorité païens ou chrétiens. Damas elle-même est peuplée par des Syriaques (Araméens) avec une minorité arabe.

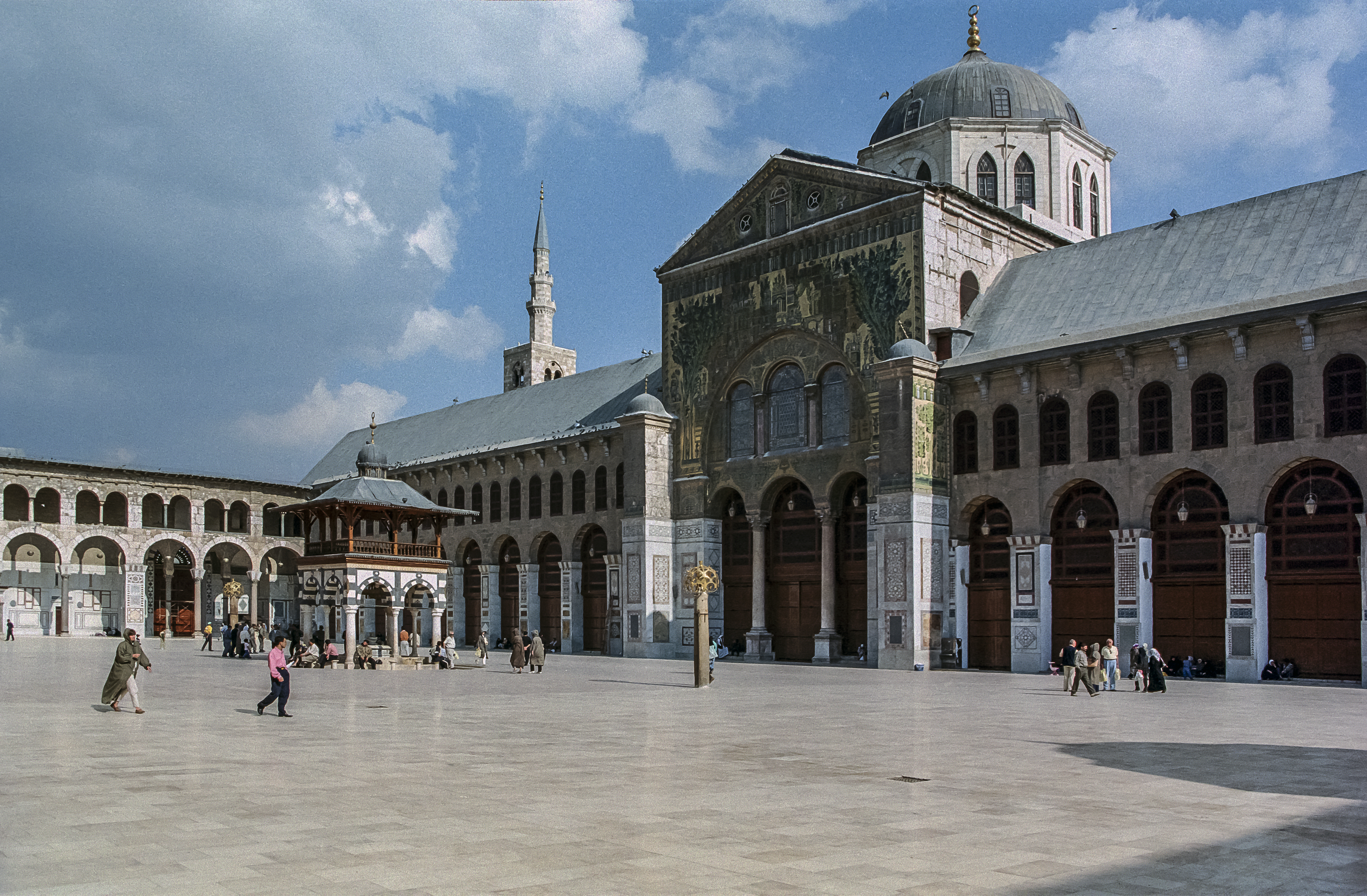
À l'intérieur de la mosquée omeyyade à Damas

Cette période est symbolisée par la grande mosquée omeyyade de Damas. Le calife al-Walid initie sa construction en 706, sur un site auparavant occupé par la cathédrale Saint-Jean, mais les musulmans conservent le petit mémorial dédié à saint Jean le Baptiste. La grande mosquée est achevée en 715. Al-Walid meurt la même année.
Lui succèdent pour une courte période Sulaymān ibn ʿAbd Al-Malik  (715-717) puis Omar Ibn Abdelaziz (717-720), avant le règne de Hisham Ier en 724. Avec ces successions, le statut de Damas comme capitale s’amoindrit avec l'installation de Suleyman à Ramla en Palestine, et plus tard Hisham préférant le lieu désertique d'al-Resafa pour diriger son empire. Avec le décès de ce dernier en 743, le califat omeyyade, qui s'étend de l'Espagne aux confins de l'Inde, commence à s'effriter à la suite de nombreuses révoltes. Durant le règne de Marwan II, en 744, la capitale est située encore plus au nord à Harran.

### Période abbasside 750-970
Le 25 août 750, les Abbassides pénètrent à Damas après avoir battu les Omeyyades à la bataille du Grand Zab en Irak. Le califat est alors transféré à Bagdad. Damas devint en conséquence éclipsée et subordonnée à Bagdad, la nouvelle capitale de l'Islam. Durant les six premiers mois du règne des Abbassides, des révoltes éclatèrent dans la ville mais sans constituer une véritable menace. Ce qui n'a pas empêché l'exécution des derniers prétendants omeyyades, les notables traditionnels marginalisés, et les généraux damascènes furent écartés. Ensuite, le cimetière de la famille omeyyade fut désacralisé, et les murs de la ville détruits, réduisant Damas à une simple bourgade provinciale. Elle disparut pratiquement des chroniques historiques pour plus d'un siècle et la seule amélioration notable fut la construction du dôme du Trésor à l'intérieur de la grande mosquée sous les ordres du gouverneur abbasside Al-Fadl ibn Salih (en) en 789. En 811, de lointains descendants omeyyades dirigent un violent soulèvement, néanmoins réprimé.
Ahmad Ibn Touloun, désigné initialement en tant que gouverneur d'Égypte par les Abbassides, prend son indépendance rapidement et, profitant des dissensions au sein du califat et de la menace byzantine, parvient à conquérir la Syrie et Damas en 878-79. Dans un acte d'hommage et de reconnaissance envers les Omeyyades, il érige un mausolée sur le site abritant la sépulture de Muʿawiya Ier. La présence des Toulounides à Damas se maintient jusqu'en 906 avant d'être remplacés par les Qarmates, un courant dissident du chiisme ismaélien. Ces derniers, ne parvenant pas à se maintenir longtemps dans les vastes territoires conquis, sont contraints de se retirer de Damas en 935 au profit de la dynastie des Ikhchidides, gouverneurs autonomes d'Égypte et du sud de la Syrie. Ils réussissent à maintenir l'indépendance de Damas des princes Hamdanides d'Alep jusqu'en 967. S'ensuit une période d'instabilité pour la cité, avec un raid des Qarmates en 968 et une offensive des Byzantins en 970, en plus des menaces représentées par les Fatimides au sud et les Hamdanides dans le nord.

### Fatimides 977-1063
La dynastie chiite des Fatimides étend son autorité sur Damas en 970, provoquant l'hostilité de la population sunnite locale qui se révolte souvent. Le turc Alptekin reprend la ville aux Fatimides cinq ans plus tard et usa de diplomatie pour contenir la menace byzantine. Mais en 977, les Fatimides reprennent la ville sous le calife Abu Mansur Nizar al-Aziz Billah et répriment les opposants sunnites. Le géographe arabe Al-Maqdisi (945-990), visite Damas en 985, remarquant l'architecture et les infrastructures "magnifiques" de la ville, mais des conditions de vie déplorables. Sous le calife al-Aziz, la cité connaît une certaine stabilité qui prend fin avec le califat d'Al-Hakim bi-Amr Allah (996-1021). En 998 il ordonne l'exécution de centaines de personnalités damassines pour incitation à la rébellion. Trois années après la mystérieuse disparition d'Al-Hakim, des tribus du sud syrien se liguent pour se libérer des Fatimides, mais ils sont battus en 1029 par le général turc Anushtakin al-Dizbari (en), gouverneur fatimide de Syrie et de Palestine. Sa victoire lui permet de devenir le maître de toute la Syrie, au déplaisir du pouvoir central fatimide, mais avec l'admiration du peuple de Damas. Il finit exilé par le pouvoir fatimide à Alep où il meurt en 1041. Après cette date et jusqu'en 1063, il n'existe pas de chroniques historiques connues de la ville. En ce temps là, Damas appauvrie s'est vidée de sa population et n'a plus d'administration civile.

### Seljoukides et Ayyoubides 1055-1260: renouveau de Damas
Avec l'arrivée des turcs Seldjoukides vers la fin du XIe siècle, Damas retrouve son rôle de capitale. La dynastie qui règne à Damas a été fondée par Abu Said Taj-ad-Dawla Tutush Ier en 1079 et son fils Abu Nasr Duqaq lui succède en 1095. Les Seldjoukides installent une cour à Damas et effacent tous les symboles chiites dans la cité. La ville connaît un développement de la vie religieuse par le financement d'institutions éducatives (médersas) ou caritatives et hospitalières (maristan) grâce au soutien de dotations privées. Damas devient rapidement l'un des plus importants centres du savoir de la pensée islamiques. Après la mort de Duqaq en 1104, son mentor (atabeg) Tughtekin, prend le contrôle de Damas et inaugure la branche bouride de la dynastie seldjouke. Sous Duqaq et Toghtekin, Damas connaît la stabilité, le prestige et une prospérité économique renouvelée. En plus, la majorité sunnite de la cité profite des conditions plus favorables à leur communauté, dirigé aussi par différents souverains d'origine turque, eux-mêmes soumis à l'autorité morale des califes abbassides de Baghdad.
Alors que les dirigeants de Damas se préoccupent de leur conflit avec les autres Seldjouks d'Alep ou de Diyarbakir, les Croisés sont parvenus au Levant en 1097, ont conquis Jérusalem, la Palestine et le mont Liban. Duqaq semble s'être accommodé de la présence croisée dont le territoire est comme une zone tampon entre la Syrie et le califat fatimide en Égypte. Mais Tughtekin se méfie des envahisseurs occidentaux et les considère comme une menace potentielle pour Damas, dont la souveraineté s'étend jusqu'à Homs au Nord, à la plaine de la Bekaa, au Hauran ainsi qu'aux plateaux du Golan. Grâce au soutien militaire du gouverneur de Mossoul Sharaf addin Mawdûd ibn Altûntâsh, il parvient à stopper les raids croisés sur le Golan et dans la vallée du Hauran. L'assassinat de Mawdud dans la grande mosquée Omeyyade en 1109 prive Damas du soutien des musulmans du Nord et oblige Tughtekin à conclure une trêve avec les Croisés en 1110.
Après le décès de Tughtekin en 1128, son fils Buri Taj el-Moluk devient le souverain de Damas. Cependant, le prince seldjoukide de Mosoul, Imad al-dine Zengi, prend le contrôle d'Alep, et obtient un mandat du califat abbasside pour étendre son pouvoir à Damas. En 1129, plus de 6 000 chiites ismaéliens sont tués dans la cité avec leurs chefs. Des rumeurs de complot provoquent les sunnites qui soupçonnent les ismaéliens de collusion avec les Croisés pour prendre Damas en contrepartie du contrôle du port de Tyr, en plus de celui de Baniyas déjà en leur possession.
Juste après le massacre, les Francs décident de prendre l'avantage en se lançant à l'assaut de Damas avec une armée de 60 000 hommes.
Cependant, Buri fait alliance avec Zengi et parvient à dérouter l'armée ennemie et l'empêche d'avancer vers la cité. Buri est assassiné par un ismaélien en 1132. Son fils Shams al-Muluk Isma’il lui succède, son règne fut tyrannique jusqu'à ce qu'il fût assassiné à son tour en 1135 sur les instructions secrètes de sa mère, Safwat al-Mulk Zumurrud. Le frère d'Ismail, Shihab ad-Din Mahmud, le remplace. Cependant Zengi, désirant prendre le pouvoir à Damas, se marie à Safwat al-Mulk en 1138. Le règne de Mahmoud prend fin en 1139 lorsqu'il est tué pour d'obscures raisons par des membres de sa famille. Mu'in ad-Din Unur, son mamelouk (esclave affranchi et garde rapproché) prend le pouvoir effectif dans la cité, ce qui pousse Zengi, avec le soutien de Zumurrud, à assiéger Damas la même année. En réaction, Damas s'allie au royaume franc de Jérusalem, afin de résister aux forces de Zengi. En conséquence, l'armée de Zengi se retire et celui-ci se concentre sur l'organisation de campagnes militaires dans le nord de la Syrie. Ainsi Zengi parvient à soumettre le Comté d'Édesse en 1144, un bastion des Croisés au Levant. Cette situation provoque le lancement de la deuxième Croisade en 1148. Entretemps, Zengi est assassiné et son territoire partagé parmi ses fils. L'un d'entre eux, Noureddine, émir d'Alep, conclut une alliance avec Damas.
Quand les forces croisées arrivent d'Europe en Terre sainte, ils s'accordent avec les nobles de Jérusalem pour attaquer Damas en priorité. Leur siège, mal organisé, échoue complètement. Alors que la ville semble sur le point de tomber, les divisions parmi les chefs croisés entraînent le désordre et l'attaque est repoussée par les renforts venus du nord. En 1154, Noureddine devient le maître incontesté de Damas.
En 1164, le roi de Jérusalem Amalric envahit l'Égypte des Fatimides. Ceux-ci font appel à Noureddine, qui envoie son général Shirkuh qui parvient à vaincre les Croisés à la bataille d'al-Babein (en) en 1167. Shirkuh, mort en 1169, est remplacé par son neveu Youssef, Ṣalāḥ ad-Dīn Yūsuf, Salaheddine, mieux connu sous le nom de Saladin, qui parvient à briser le siège de Damiette entrepris par une coalition croisée-byzantine. Avec le temps son autorité s'impose jusqu'au poste de sultan d'Égypte, capable de chasser les califes fatimides. Devenu plus autonome par rapport à Damas, à la suite du décès de Noureddine Zengi et d'Amalric la même année, l'occasion lui est offerte de prendre le contrôle des territoires syriens de Zengi. Ainsi, Saladin entre à Damas en novembre 1174. Face aux Croisés, il est battu à la bataille de Montgisard en 1177, malgré sa supériorité numérique. Il mène le siège d'Al-Karak (défendue par la Kerak de Moab) en 1183, mais est contraint de retirer ses troupes. Finalement en 1187, il organise une vaste campagne pour s'emparer de Jérusalem. Les Croisés sont entraînés dans un piège à la bataille de Hattin en juillet, où leur armée est pratiquement anéantie. Acre tombe peu après, et finalement Jérusalem est reprise en octobre. Ces événements choquent en Europe, ce qui provoque la Troisième Croisade en 1189.
Les Croisés arrivés d'Europe établissent un long siège d'Acre qui dure jusqu'en 1191. Après avoir repris Acre aux musulmans, Richard cœur de Lion l'emporte sur Saladin à la bataille d'Arsouf en 1191 puis à la bataille de Jaffa en 1192, et remet en possession des chrétiens une grande partie de la côte, sans réussir à prendre pied à l'intérieur des terres du royaume ayyoubide ni à reprendre Jérusalem. La croisade prend fin pacifiquement à la suite du traité de Ramla en 1192, par lequel Saladin autorise le pèlerinage à Jérusalem des croisés, qui doivent retourner chez eux après avoir accompli leur devoir religieux. Les barons natifs du Levant entreprennent de reconstruire un royaume franc autour d'Acre et les autres cités côtières.
Saladin meurt en 1193, et de nombreux conflits de succession ont lieu entre les sultans ayyoubides régnant à Damas ou au Caire. Damas est la capitale de sultans indépendants en 1193-1201, 1218-1238, 1239-1245, et 1250-1260. Durant les autres périodes, elle est dirigée par des souverains ayyoubides d'Égypte.

### Période mamelouke 1260-1516
Le règne et l'indépendance ayyoubide prennent fin avec l'invasion mongole de la Syrie en 1260, et après la défaite mongole à Aïn Djalout la même année, Damas devient une capitale provinciale de l'empire mamelouk d'Égypte. La peste noire de 1348-1349 tue près de la moitié de la population de la ville. Les sultans et gouverneurs mamelouks réutilisent les palais construits à Damas par les princes ayyoubides.
En décembre 1400 le chef tatar Tamerlan assiège Damas. Le sultan mamelouk envoie du Caire une délégation de notables, incluant Ibn Khaldoun, pour négocier avec lui. La ville est néanmoins mise à sac et incendiée durant trois jours en mars 1401. La grande mosquée des Omeyyades n'échappe pas aux flammes et de nombreux damascènes sont réduits en esclavage et déportés. Ainsi Tamerlan ramène avec lui de nombreux artisans captifs dans sa capitale, Samarcande. Ces citoyens sont les plus chanceux, la plupart des autres sont massacrés sans pitié et leurs corps entassés à l'extérieur du coin nord-est des murailles de la ville. En témoigne encore un square de la ville moderne dénommé burj-a-ru'uss, qu'on peut traduire par « tour aux têtes. »
Après sa reconstruction, Damas continue d'être une capitale provinciale de l'empire mamelouk jusqu'en 1516.
L'explorateur Ibn Battûta (1304-1368) écrit « la ville de Damas est d'une grande beauté et toute description, si longue soit-elle, est toujours trop courte pour ses belles qualités »

### Damas sous domination ottomane: 1516-1918
La conquête ottomane de la Syrie débute en 1516. Les Ottomans, conscients du danger d'une alliance entre les Mamelouks et les Perses safavides, entament une campagne de conquête pour soumettre les derniers sultans mamelouks. Le gouverneur mamelouk abandonne Damas le 21 septembre, et le prêche du vendredi est prononcé dans la grande mosquée au nom de Sélim Ier le 2 octobre 1516. Le lendemain, celui-ci fait une entrée triomphale dans la ville, y restant pendant trois mois. Le 15 décembre, il quitte Damas par Bab al-Jabiya, se dirigeant vers l'Égypte. Après son retour en octobre 1517, le sultan ordonne la construction d'une mosquée, la tekkiyé, et d'un mausolée au sanctuaire du cheikh Mohi-eddine Ibn Arabi dans la localité d'Al Salehiye. Ce sont les premiers grands monuments de Damas construits par les Ottomans.
Les Ottomans font de Damas la capitale du pachalik de Damas (ou eyalet de Syrie). À cause de son importance comme un point de départ de l'une des deux grandes caravanes en partance pour la Mecque, Damas est considérée avec plus d'intérêt par la Sublime Porte que son poids ne l'aurait demandé. En effet, à la même époque, Alep est plus populeuse et économiquement plus importante. Ainsi en 1560 la mosquée où se regroupent les pèlerins, la tekkiyé Suleymaniyé est complétée avec le concours du célèbre architecte ottoman Mimar Sinan. Peu de temps après une médersa est construite dans l'enceinte extérieure.
Sous le règne ottoman, les juifs et les chrétiens sont soumis à l’impôt relatif à leur statut de dhimmi mais ils sont autorisés à pratiquer leur culte. En 1840 une sombre accusation de meurtres rituels est portée à l'encontre de membres de la communauté juive de Damas.
Le massacre des chrétiens qui se déroule à Damas en juillet 1860 est aussi un incident retentissant de cette période, initié par la haine répandue quand des combats éclatent entre Druzes et Maronites au mont Liban quelques mois plus tôt. Plusieurs milliers de chrétiens sont tués, et plusieurs milliers d'autres sont sauvés grâce à l'intervention de l'émir Abdelkader et de ses hommes (au troisième jour des massacres) lesquels les conduisent en lieu sûr dans sa résidence et dans la citadelle. Le quartier chrétien de la vieille ville (peuplé principalement de catholiques) est totalement détruit par les incendies, y compris de nombreuses églises. Les habitants chrétiens (orthodoxes) du district pauvre et notoirement réfractaire de Midan situé à l’extérieur des murailles, ont été quant à eux protégés par leurs voisins musulmans.
En 1865, la province change de statut et devient le vilayet de Syrie, qui dure jusqu'en 1918.
Un missionnaire américain, E.C. Miller, rapporte que la population de la ville en 1867 était d'environ 140 000 individus, dont 30 000 chrétiens, 10 000 juifs et 100 000 « mahométans » avec moins d'une centaine de chrétiens protestants.
Le Chemin de fer de Beyrouth à Damas est ouvert en 1895, le chemin de fer de Damas à Alep en 1906 et le chemin de fer du Hedjaz, qui relie Damas à Médine, en 1908.

## La période contemporaine

### Première guerre mondiale et tentative d'indépendance
Au début du XXe siècle, le sentiment nationaliste se développe à Damas. Initialement d'aspect culturel, il prend davantage une tournure politique, principalement en réaction au programme de turquisation menée par le gouvernement du Comité Union et Progrès (CUP) établi à Constantinople en 1908. Damas devient une base d'opérations ottomane pendant la campagne du Proche-Orient. Djemal Pacha, gouverneur de la Syrie ottomane, ordonne l’exécution par pendaison de plusieurs dizaines d'intellectuels nationalistes à Beyrouth et Damas en 1915 et 1916, ce qui renforce le sentiment national arabe, et en 1918, alors que se rapprochent les forces de la Révolte arabe alliées aux forces impériales britanniques, les tirs des résistants harcèlent les troupes ottomanes dans leur retraite.
Le futur statut de la Syrie reste longtemps incertain. En novembre 1917, le gouvernement bolchevique rend public les accords Sykes-Picot par lesquels la Grande-Bretagne et la France se partagent le Proche-Orient, Damas étant destinée à la zone d'influence française. En réaction, la proclamation franco-britannique du 17 novembre promet la « complète et définitive libération des peuples arabes si longtemps opprimés par les Turcs. »
La bataille de Damas, en 1918, se déroule pour l'essentiel à la périphérie de la ville. Le 1er octobre 1918, la 3e brigade australienne dirigée par le major 'Harry' Olden entre à Damas, suivie par T.E. Lawrence, conseiller de la guérilla arabe. Deux jours plus tard, le 3 octobre 1918, les forces arabes du prince Faysal entrent à leur tour à Damas.
Un gouvernement militaire est formé sous la direction de Choukri al-Kouatli, et l'émir Faysal Ibn Hussein est proclamé roi des Arabes. Le Congrès national syrien adopte une constitution démocratique en mars 1919 et proclama le Royaume arabe de Syrie (Palestine et Liban inclus) le 8 mars 1920. Cependant, la conférence de Versailles attribue à la France un mandat sur la Syrie. Les troupes françaises, commandées par le général Mariano Goybet franchissent l'Anti-Liban, et, bien dotées en artillerie et blindés, dispersent les troupes chérifiennes à la bataille de Khan Mayssaloun, puis entrent à Damas le 25 juillet 1920. Les Français font de Damas la capitale d'un éphémère État de Damas intégré à leur mandat de la SDN sur le Levant.

### Le mandat français (1920-1946)
- Article détaillé : Mandat français en Syrie et au Liban

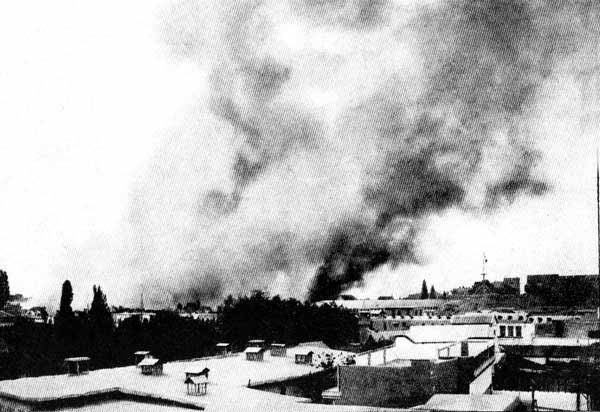
Damas en flamme à la suite des bombardements de 1925

En 1925, quand la grande révolte syrienne éclate dans le djebel druze, puis se propage à Damas en octobre 1925, les militaires français mènent une dure répression et bombardent la ville le 18 octobre. Le gouvernement français décide de rappeler le général Maurice Sarrail, remplacé par Henry de Jouvenel qui est nommé le 8 novembre haut-commissaire au Levant. En conséquence de ces bombardements qui auront duré trois jours, la zone de la vieille ville située entre le souk Al-Hamidiya et le souk de Medhat pacha est entièrement brûlée, causant de nombreux morts, le quartier est depuis connu sous le nom d'al-Hariqa (l'incendie). La vieille ville est alors entourée de fils barbelés afin d'empêcher les incursions des rebelles à partir de la Ghouta, et une nouvelle route est construite à l'extérieur des remparts pour faciliter les mouvements des véhicules militaires.
En juin 1941, après trois semaines d'une violente campagne militaire, Damas est reprise aux troupes de Vichy par des régiments britanniques et les Forces françaises libres (FFL). Le 3 janvier 1944, la France reconnaît la souveraineté de la Syrie et du Liban. Néanmoins, des troubles éclatent et le 29 mai 1945, le général Oliva-Roget fait bombarder Damas et son parlement, causant la mort de plusieurs centaines de civils. L'intervention des Anglais permet de calmer les choses. Les Français acceptent alors de remettre le commandement de l'armée aux Syriens en juillet 1945 et de retirer leurs troupes, ce qui sera complété neuf mois plus tard. La Syrie indépendante confirme le statut de Damas comme capitale.

### Les développements modernes de l'agglomération de Damas
Sous la domination ottomane, Damas est promue capitale du Bilad el-Cham (Machrek) vers les années 1800. Jusqu'à la fin du XIXe siècle, la cité principale de Damas est délimitée par les murs de la vieille ville. C'est à partir de cette période que l'agglomération connait une première phase de croissance, la surface urbanisée double entre 1860 et 1923. L'administration ottomane, ou Grand Sérail, est installée à la place Merjeh, et favorise l'extension de la ville hors des murs. Cette place devient le centre de nouveaux moyens de transports, comme le tramway (inauguré en 1907) et le lieu de construction de la gare du train partant pour le Hedjaz (1913).
La population de Damas doubla une première fois entre 1930 et 1955 (le nombre d'habitants est passé de 197 000 à 408 000), et doubla encore entre 1955 et 1970 (836 000 habitants recensés - source Anne-Marie Bianquis). La population en 2004 est de 3,5 millions d'habitants. Cette croissance significative reflète l'importance et la centralité de Damas par rapport au reste du pays. La ville a connu plusieurs vagues de réfugiés, dont les plus importantes sont d'abord l'afflux des Palestiniens dans les années 1950 après la création de l'État d’Israël et la guerre israélo-arabe de 1948-49. L'arrivée de ces nouveaux habitants obligea les autorités à construire le camp de Yarmouk au sud de Damas, le plus grand camp de réfugiés palestiniens de Syrie, aujourd'hui pleinement intégré au tissu urbain. Une deuxième vague de réfugiés se manifeste avec l'arrivée de centaines de milliers d'irakiens entre 2003 et 2005 à la suite de l'invasion américaine de l'Irak.
Sous le mandat français et lors de la Première république syrienne, la ville moderne commence à s'affirmer avec la création d'institutions étatiques comme l'université de Damas, inaugurée en 1923, le musée national (1936). Un nouveau centre ville se développe avec l'installation du Parlement (1932), des ministères de la Syrie indépendante, et le siège de la Banque centrale (1953).

### Capitale de la Syrie sous la domination du régime baasiste 1963-2010

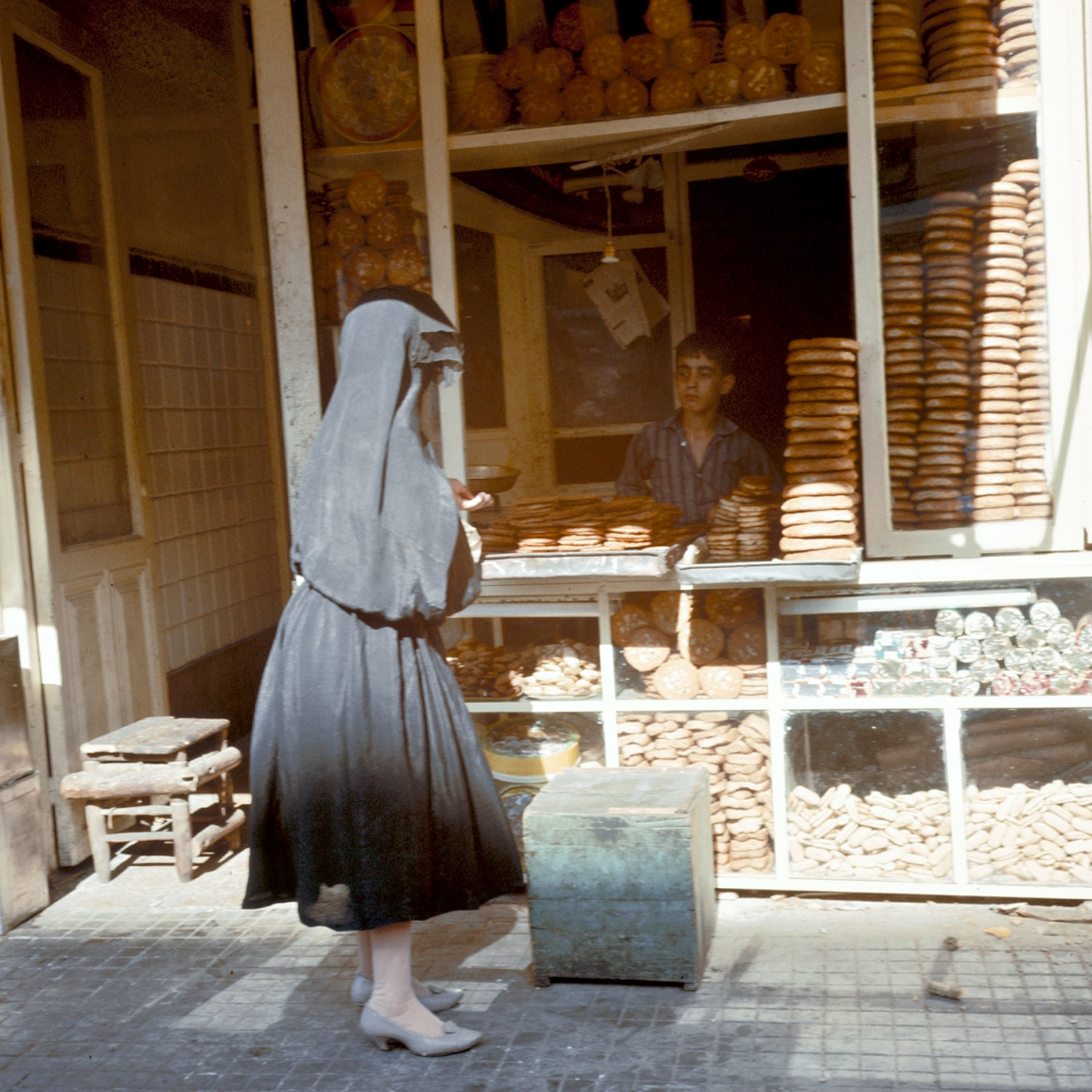
Boutique de pain entre 1965 et 1983. Photographie de Jan-Henk Kleijn, Nationaal Museum van Wereldculturen.

Avec l'arrivée au pouvoir du Parti Baas en 1963, Damas devient le centre des décisions politiques et économiques du pays, et le lieu où se concentrent les principales réalisations de prestige du régime. Quand Hafez el-Assad (1970-2000) arrive au pouvoir, de grands travaux d'urbanisme sont entrepris pour montrer la puissance de l'État. Ainsi sont construits l'Institut des arts dramatiques (1977), la bibliothèque nationale Al-Assad (1984) et le palais présidentiel (1980) qui domine la ville. Le coût de ce dernier est estimé alors à 2 milliards de dollars. Sous Bachar al-Assad, la loi de libéralisation économique décidée en 2003 permet à Damas de s'ouvrir aux investissements étrangers. Malgré quelques réalisations d'envergure, comme l'opéra de Damas (2004) ou le Four Seasons hotel au centre de la ville (2005), les conditions de vie restent précaires.
Une agglomération surpeuplée (le nombre d'habitants est estimé à 5 millions en 2012), l'habitat illégal et l'accès à l'eau restent des problèmes majeurs. La pression démographique menace les terres agricoles de l'oasis de la Ghouta dont la richesse jadis nourrissait et faisait vivre la ville.

### Guerre civile syrienne
- Article détaillé : Guerre civile syrienne

La révolte contre le régime de Bachar al Assad commença par des mouvements de protestations pacifiques au printemps 2011 puis évolua progressivement en affrontements armés puis en guerre civile. Le 6 janvier 2012, un attentat à la voiture piégée tua plus de 26 personnes, principalement des civils. Les autorités imputent cette attaque suicide à un groupe de terroristes. En janvier 2012, les affrontements entre armée et rebelles parviennent aux faubourgs de Damas, empêchant les habitants de quitter ou d'atteindre leurs maisons, surtout quand les opérations sécuritaires se sont intensifiées vers la fin janvier.
Le 17 mars 2012, deux voitures remplies d'explosifs frappent le centre-ville, ciblant les services de renseignement de l'armée de l'air et le siège des Forces de Sécurité, faisant au moins 27 morts, pour la plupart des civils. Un groupe jihadiste radical nommé « al-Nosra » revendique cette attaque.
En juin 2012, de violents combats se déroulent dans les rues de Damas où les forces du régime affrontent l'Armée syrienne libre (ASL). Des tirs de tanks atteignent le quartier résidentiel de Qaboun à la périphérie de la ville. Selon les résidents et d'après les vidéos postés sur Internet, d'intenses échanges à l'arme automatique ont marqué cet épisode.
Depuis la bataille de Damas, la ville a connu un état de siège, avec des points de contrôles armés et des patrouilles régulières.
Début décembre 2024, une coalition de rebelles parvient à prendre Damas, contraignant le président Bachar al-Assad à fuir en Russie.

### Gouvernement al-Charaa
En juin 2025, un attentat-suicide contre une église de la ville commis par un kamikaze affilié à l’organisation Etat islamique fait au moins 22 morts. Selon l’Observatoire syrien des droits de l’homme (OSDH), « au moins trente citoyens chrétiens ont été tués ou blessés ».